# Snowboard al X Festival olimpico invernale della gioventù europea
Le gare di snowboard si sono svolte dal 15 al 17 febbraio 2011 a Kořenov. In programma quattro gare.

## Podi
| Gara                        | Oro             | Argento            | Bronzo          |
| Gigante parallelo maschile  | Luca Tresoldi   | Sandro Butollo     | Valerij Kogelov |
| Snowboard cross maschile    | Matteo Menconi  | Maurizio Bormolini | Timon Renfer    |
| Gigante parallelo femminile | Ester Ledecká   | Tania Brugger      | Cheyenne Loch   |
| Snowboard cross femminile   | Caroline Weibel | Chloé Trespeuch    | Jenny Pleisch   |

## Medagliere
| Posizione | Paese     | Oro | Argento | Bronzo | Totale |
| --------- | --------- | --- | ------- | ------ | ------ |
| 1         | Italia    | 2   | 1       | 0      | 3      |
| 2         | Svizzera  | 1   | 0       | 2      | 3      |
| 3         | Rep. Ceca | 1   | 0       | 0      | 1      |
| 4         | Austria   | 0   | 2       | 0      | 2      |
| 5         | Francia   | 0   | 1       | 0      | 1      |
| 6         | Germania  | 0   | 0       | 1      | 1      |
|           | Russia    | 0   | 0       | 1      | 1      |
| Totale    | Totale    | 4   | 4       | 4      | 8      |